# L'Enlèvement du Premier ministre (téléfilm)
Pour la nouvelle, voir L'Enlèvement du Premier ministre.
L'Enlèvement du Premier ministre (The Kidnapped Prime Minister) est un téléfilm britannique de la série télévisée Hercule Poirot, réalisé par Andrew Grieve, sur un scénario de Clive Exton, d'après la nouvelle L'Enlèvement du Premier ministre, d'Agatha Christie.
Ce téléfilm, qui constitue le 18e épisode de la série, a été diffusé pour la première fois le 25 février 1990 sur le réseau d'ITV.

## Synopsis
Le Premier Ministre se rend à une conférence de la Société des Nations en France. En route il échappe à une tentative d'assassinat. Il est légèrement blessé et continue son chemin jusqu'à Paris, mais il est enlevé lors du trajet.
Le gouvernement charge Poirot de le retrouver, celui-ci a 32 heures et 15 minutes pour éviter une crise internationale.
Au cours de l'enquête Sir Benard Dodge est de plus en plus exaspéré par le comportement de Poirot qui ne semble s'intéresser qu'à la première attaque.

## Fiche technique
- Titre français : L'Enlèvement du Premier ministre
- Titre original : The Kidnapped Prime Minister
- Réalisation : Andrew Grieve
- Scénario : Clive Exton, d'après la nouvelle L'Enlèvement du Premier ministre (1923) d'Agatha Christie
- Décors : Rob Harris
- Costumes : Linda Mattock
- Photographie : Ivan Strasburg
- Montage : Derek Bain
- Musique originale : Christopher Gunning
  - Musique additionnelle : Fiachra Trench
- Casting : Lucy Abercrombie et Rebecca Howard
- Production : Brian Eastman
  - Production déléguée : Nick Elliott
- Sociétés de production : Picture Partnership Productions, London Weekend Television
- Pays d'origine :  Royaume-Uni
- Langue originale : Anglais
- Genre : Policier
- Durée : 50 minutes
- Ordre dans la série : 18e épisode – (8e épisode de la saison 2)
- Première diffusion :
  -  Royaume-Uni : 25 février 1990 sur le réseau d'ITV

## Distribution
- David Suchet (VF : Roger Carel) : Hercule Poirot
- Hugh Fraser (VF : Jean Roche) : Capitaine Arthur Hastings
- Philip Jackson (VF : Claude d'Yd) : Inspecteur-chef James Japp
- Pauline Moran (VF : Laure Santana) : Miss Felicity Lemon
- Lisa Harrow : Mrs Daniels
- David Horovitch (en) : Commandant Daniels
- Ronald Hines : Sir Bernard Dodge
- Patrick Godfrey : Lord Estair
- Timothy Block : Major Norman
- Jack Elliott : Egan (le conducteur)
- Kate Binchy : la logeuse
- Milo Sperber : Fingler (le tailleur)
- Henry Moxon : le Premier ministre
- Oliver Beamish : le sergent Hopper
- Anthony Chinn : Shi Mong (le majordome de Daniels)
- Roy Heather : le surveillant des voitures de transport
- Daniel John : un gamin
- Sam Clifton : un gamin